# Conference on Implementation and Application of Automata
International Conference on Implementation and Application of Automata (abrégé en CIAA) est une conférence scientifique annuelle dans le domaine de l'informatique théorique, réunissant chercheurs et enseignants du supérieur et de l'industrie concernés par la théorie, les implémentations et les applications des automates et de structures voisines. C'est pourquoi la conférence a pour thème la recherche en implémentation et application, y compris dans ses aspects théoriques. La conférence avait pour titre Workshop on Implementation of Automata (WIA) avant l'an 2000.
Les contributions soumises sont évaluées par le pairs ; les articles acceptés sont publiés dans la série des  Lecture Notes in Computer Science (en) de  Springer, les versions détaillées de certaines contribution choisies par le comité de programmes apparaissent en alternance dans les périodiques Theoretical Computer Science et International Journal of Foundations of Computer Science. Chaque année, une distinction est remise au meilleur article de la conférence.

## Thèmes de la conférence
Comme la conférence est centrées sur les applications et la théorie, un large éventail de sujets sont présentés, provenant de domaines divers, tous reliés aux automates. Les sujets fréquents sont :
- Bibliothèque numérique
- Bio-informatique
- Calculateur quantique
- Complexité des opérations sur les automates
- Compilateurs
- Compression de données et d'images
- Conception et architecture de logiciels pour automates
- Document engineering (en)
- Documents structurés et semi-structurés
- Enseignement de la théorie des automates
- Études expérimentales et expériences pratiques
- Traitement automatique du langage naturel
- Filtrage par motif
- Membrane computing (en)
- Modélisation orientée objet
- Ordinateur à ADN
- Programmation concurrente
- Reconnaissance automatique de la parole
- Structures de données pour automates
- Techniques pour la représentation graphiques d'automates
- Traitement de texte
- Vérification assistée par ordinateur
- Virus et phénomènes liés

## Conférences récentes ou à venir
- CIAA 2017 à Marne-la-Vallée (Paris), France
- CIAA 2016 à Séoul, Corée du Sud
- CIAA 2015 à Umeå, Suède
- CIAA 2014 à Giessen, Germany
- CIAA 2013 à Halifax, Canada
- CIAA 2012 à Porto, Portugal
- CIAA 2011 à Blois, France
- CIAA 2010 à Winnipeg, Manitoba, Canada
- CIAA 2009 à Sydney, Australia. — Numéro spécial : S. Maneth (éditeur), Theoretical Computer Science, vol. 411 (38-39), 2010
- CIAA 2008 à San Francisco, CA, USA. — Numéro spécial : O. Ibarra et B. Ravikumar (éditeurs), International Journal of Foundations of Computer Science], vol. 20 (4), 2009

## Articles liés
- Liste des principales conférences d'informatique théorique
- List of computer science conferences (en)